# Oostfront (Eerste Wereldoorlog)
Het oostfront in de Eerste Wereldoorlog was het toneel van oorlogshandelingen tussen de centralen en Rusland. In tegenstelling tot het westfront, dat in een patstelling stond, was het oostfront relatief beweeglijk.

## Verloop
Ondanks de mobilisatietijd van 42 dagen die het Schlieffenplan aan de Russen toerekende, vielen twee Russische legers reeds in augustus 1914 Oost-Pruisen binnen. De Duitse legers stopten de oprukkende Russen echter af in de Slag om Stalluponen, bij het huidige Nesterov. Tegelijkertijd trokken zij het Oostenrijkse Galicië binnen. Vooral de opmars in Galicië was in het begin succesvol. Na aanvankelijke paniek werden de Russische legers onder aanvoering van de nieuwe bevelhebber Paul von Hindenburg en Ludendorff bij Tannenberg en de Mazurische Meren in augustus en september 1914 verslagen. Na deze veldslagen hield het hele tweede Russische leger op te bestaan.
Aan het oostfront kwamen ook loopgraven voor, maar deze lagen verder uit elkaar en hadden het karakter van een tijdelijke verdedigingslinie. Er waren gewoon niet genoeg troepen om het 1200 km lange front op deze wijze te bezetten. De Duitsers gebruikten hier voor het eerst gifgas (traangas) tegen de Russen, maar de uitwerking ervan had weinig effect door de lage temperaturen. Na de Slag bij Lemberg namen de Russen grote delen van Galicië in. Gedurende de winter 1914/1915 en het voorjaar vochten de Russische en Oostenrijk-Hongaarse legers verschillende slagen uit in de Karpaten. De Duitsers kwamen hierop hun Oostenrijk-Hongaarse bondgenoten te hulp.
In het voorjaar van 1915 besloot de Duitse generale staf, daar het westfront toch muurvast zat, vier legerkorpsen naar het oostfront over te brengen. Een van die legerkorpsen bestond uit Elzassers en  Lotharingers, die de Duitse leiding niet betrouwbaar genoeg achtte om aan het westfront in te zetten. Tevens bleek de Russische industriële basis te smal om de troepen van een constante stroom van kleding, voedsel, wapens, munitie, transportmiddelen en andere noodzakelijkheden te voorzien.
Een groot offensief van de Centralen leidde tot een doorbraak. Op 5 augustus werd Warschau ingenomen door het 11de legerkorps. De Duitse troepen zetten hierna hun opmars voort. Een groot offensief werd op 7 februari 1915 ingezet bij de Mazurische Meren in het noorden. Deze aanval leidde tot de volledige overgave van het 20ste Russisch legerkorps onder leiding van generaal Boelgakov. Midden 1915 waren de Russen uit Polen verdreven. Op 22 juni 1915 viel de stad Lvov in Galicië in de handen van het Duits en Oostenrijks leger na een aanval die op 15 mei 1915 was begonnen. De troepen van generaal Alexander von Linsingen veroverden Brest-Litovsk op 26 augustus 1915. Door deze actie waren de Duitsers weer meester over de situatie aan het oostfront. Het Duitse Tiende Leger veroverde op 18 september 1915 na zware gevechten de stad Vilna. Hierop trokken de Russen zich terug naar Minsk. Deze gebeurtenis raakte bekend als 'de grote terugtocht' in Rusland en 'de grote opmars' in Duitsland.
De Russen organiseerden in 1916 nog het Broesilovoffensief tegen de Oostenrijkers in Galicië. Deze aanval leverde initieel een spectaculair succes op, maar opnieuw kwamen de Duitsers de Oostenrijkers te hulp. Roemenië, onder koning Ferdinand I, koos op 17 augustus 1916 de zijde van de geallieerden en verklaarde op 27 augustus 1916 de oorlog aan Oostenrijk-Hongarije en aan Turkije en drie dagen later aan Bulgarije en Duitsland. Hierop werd op 2 september 1916 werd Roemenië door vijf Duitse divisies onder leiding van generaal von Falkenheyn en twee Oostenrijkse twee divisies onder leiding van generaal Mackensen binnengevallen. Het Roemeense leger leed de ene nederlaag na de andere en Boekarest werd bezet op 6 december 1916. Het bij Cerna omsingelde Roemeense leger gaf zich dezelfde dag over. Hierdoor konden de Centralen beschikken over de Roemeense olievelden. Ook Bulgarije en Turkije werden binnengevallen.
De Russische offensieven liepen uiteindelijk vast met grote verliezen aan mensenlevens. De Russische oorlogsindustrie breidde zich snel uit, waardoor de uitrusting van de Russische legers zich verbeterde, maar voedseltekorten in de grote bevolkingscentra leidden tot onrust.

## Het einde
Na de uitbraak van de Russische Revolutie in 1917 beloofde de Russische minister van Buitenlandse Zaken Miljoekov eerst de Geallieerden verder te steunen. Maar hij werd vlug gecontesteerd en moest aftreden. Aleksandr Kerenski, de nieuwe minister van Oorlog en Marine in de Voorlopige Regering nam op 18 mei 1917 deze beloften terug. Toch lanceerde hij op 1 juli 1917 nog een grootscheeps offensief in Galicië en Volhynië onder het commando van generaal Broesilov. Een aanvankelijk succes tegen de Oostenrijkers draaide echter uit op een zware nederlaag wanneer de Duitsers twee divisies inzetten. De Russen verloren 58.000 man aan doden en gewonden. In veel Russische regimenten werd hierop desertie gepleegd. Generaal Broesilov werd vervangen door generaal Kornilov, die dan op 18 juli 1917 benoemd werd tot stafchef van het Russische leger.
Op 21 augustus 1917 begon bij Riga een nieuw Duits offensief op het Russische front. De coup van generaal Kornilov om de Voorlopige Regering af te zetten werd door de bolsjeviki van Petrograd afgeslagen. Hij werd hierna onder arrest geplaatst en op 12 september 1917 vervangen als stafchef door generaal Aleksejev. Op 22 oktober 1917 stemde het  eerste Russisch Sovjet-Congres in met een onmiddellijke wapenstilstand. Op 7 november 1917 brak de revolutie tegen de Voorlopige Regering uit in Rusland. Op 26 november 1917 stelde de Russische Raad van Volkscommissarissen opnieuw een wapenstilstand voor aan de Centralen. Een wapenstilstand van vier weken werd ondertekend op 15 december 1917 in Brest-Litovsk, waarbij de vredesonderhandelingen begonnen op 22 december 1917. Op 9 januari 1918 nam Trotski de leiding van deze onderhandelingen aan Russische kant over. Het Brits-Russisch alliantieverdrag van 1907 werd opgezegd op 27 januari 1918 door de Russische Raad van Volkscommissarissen. De Russische legers waren inmiddels uiteengevallen en de Duitsers bezetten zonder slag of stoot Oekraïne. Toen de Centralen in het geheim een vredesverdrag met het ondertussen onafhankelijk Oekraïne afsloten, besloot Trotski deze vredesonderhandelingen met de Duitsers af te breken. Hierop lanceerden de Duitsers een offensief richting Petrograd en werden de Baltische staten bezet. De Russen moesten op 24 februari 1918 een Duits ultimatum aanvaarden en hervatten de vredesonderhandelingen in Brest-Litovsk. Dit leidde tot het Vrede van Brest-Litovsk tussen de Russen (ondertekend door Sokolnikov, die Trotski had vervangen) en de Centralen op 3 maart 1918. De Duitsers kregen hierdoor de beschikking over een keten vazalstaten (Oekraïne, Finland, de Baltische staten en delen van Wit-Rusland) en kregen de handen vrij in het westen. Na de wapenstilstand moesten deze gebieden echter ontruimd worden, en bij het Verdrag van Versailles werd het Verdrag van Brest-Litovsk nietig verklaard. Tevens moest al het Russische en Roemeense in beslag genomen goud worden teruggegeven.

## Slachtoffers
De Russische slachtoffers in de Eerste Wereldoorlog zijn moeilijk te schatten, dit komt door de slechte kwaliteit van aanwezige statistieken. Sommige Russische bronnen geven 775.400 oorlogsdoden. Meer recente Russische schattingen gaan uit van 900.000 directe oorlogsslachtoffers en 400.000 doden als gevolg van verwondingen, wat neerkomt op een totaal van 1,3 miljoen fatale slachtoffers. Dit is ongeveer gelijk aan het aantal slachtoffers van Frankrijk en Oostenrijk-Hongarije en een derde minder dan het Duitse Keizerrijk tijdens de oorlog.
Cornish geeft een totaal van 2.006.000 militaire doden (700.000 directe doden, 970.000 dood door gevolg van oorlogswonden, 155.000 dood door ziekte en 181.000 dood tijdens krijgsgevangenschap). Hierbij waren de verliezen gelijk aan die van het Britse Rijk, 5% van de mannelijke populatie in de leeftijdsgroep 15 tot 49. Hij zegt dat de burgerslachtoffers 500.000 tot 600.000 beliepen in de eerste 2 jaar, daarna werden die niet meer bijgehouden; een totaal van 1,5 miljoen is niet ondenkbaar, en meer dan 5 miljoen gevangenen, de meerderheid in 1915.
Toen de Russen de overgave tekenden waren er 3,9 miljoen krijgsgevangen in Duitse en Oostenrijkse handen. Dit oversteeg het aantal krijgsgevangen van het Britse Rijk, Frankrijk en Duitsland ver (samen 1,3 miljoen). Alleen Oostenrijk-Hongarije kwam in de buurt met 2,2 miljoen krijgsgevangenen.

## Afbeeldingen

Oostfront
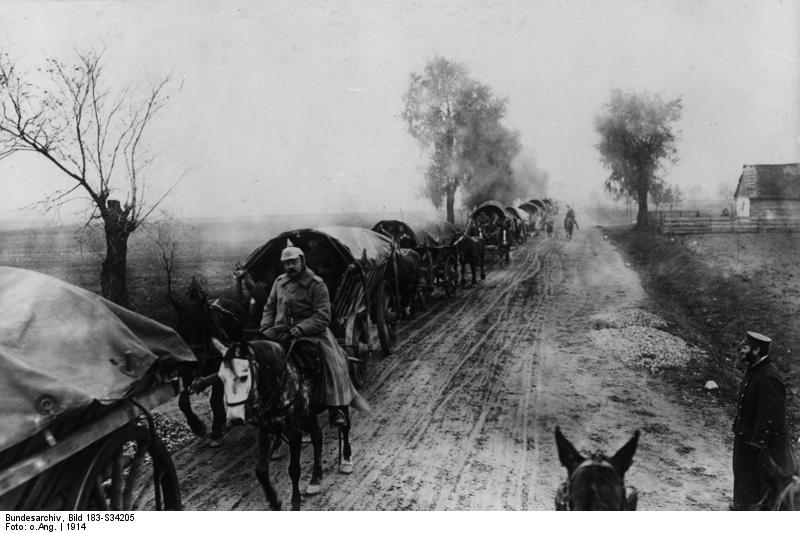
Duitse bevoorradingskolonne aan het oostfront, 1914
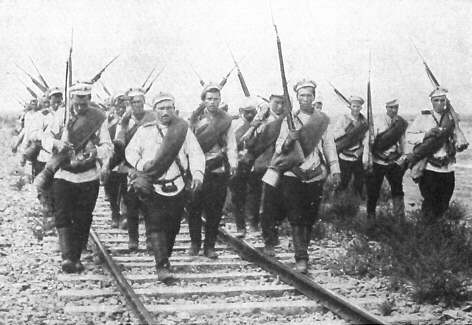
Russische infanteristen tijdens een opmars langs een spoorlijn
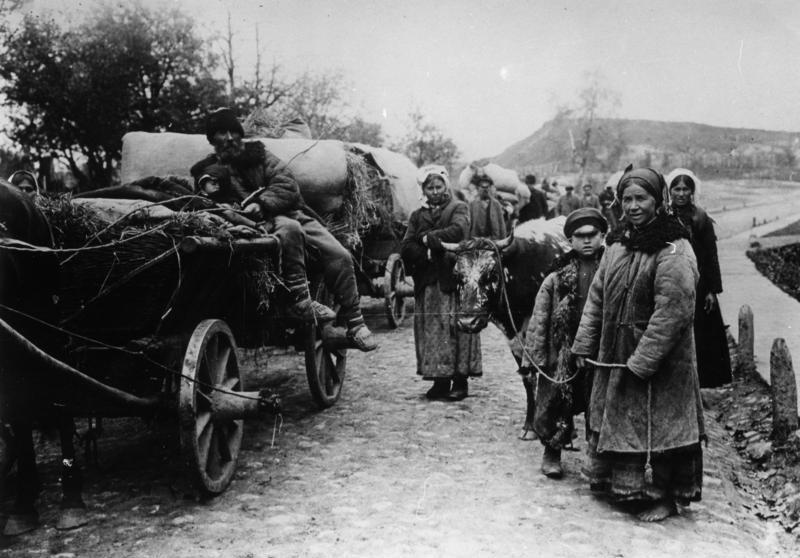
Vluchtende Russische boeren, 1915
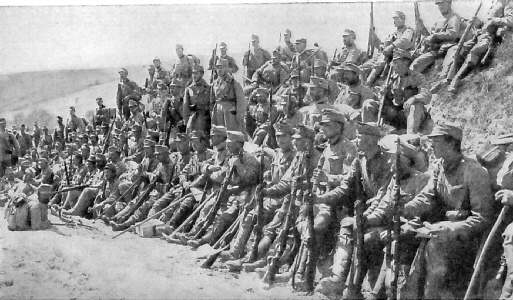
Oostenrijk-Hongaarse infanterie
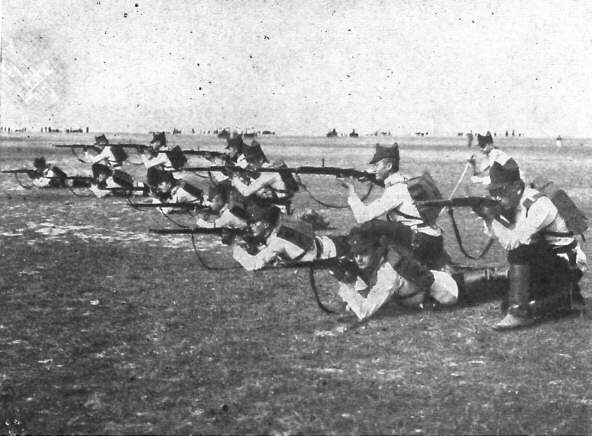
Roemeense infanterie tijdens de opleiding
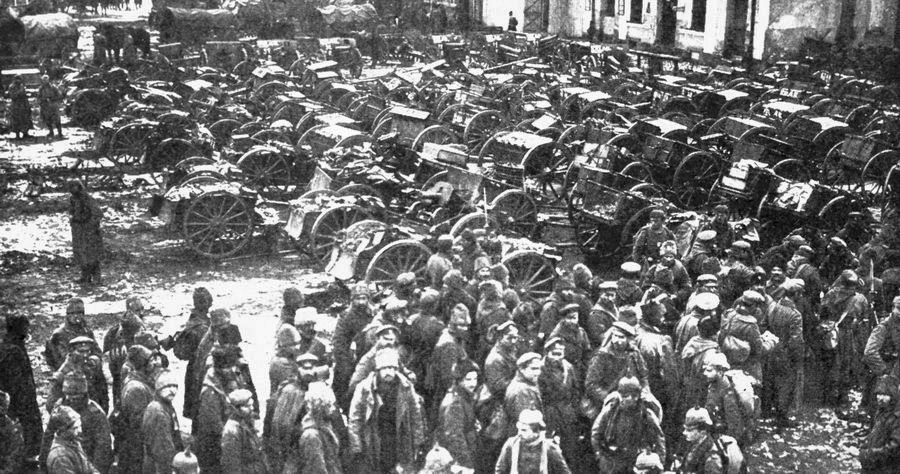
Russische gevangenen na de slag bij Tannenberg
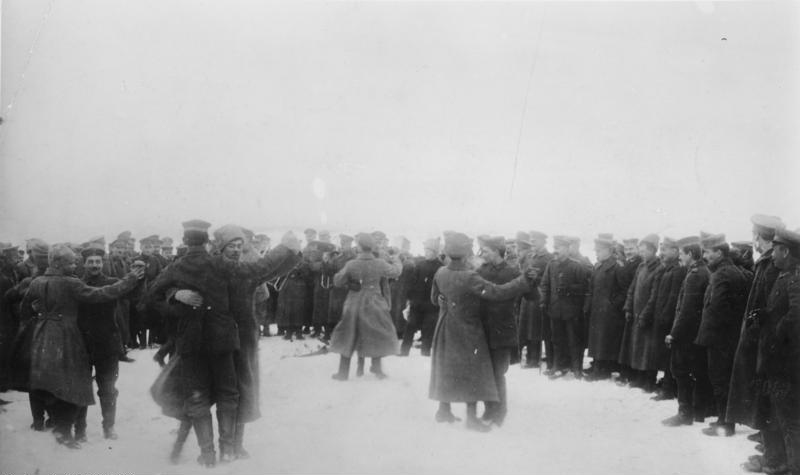
Verbroedering tussen Russische en Duitse soldaten in 1918 na het einde van de vijandelijkheden
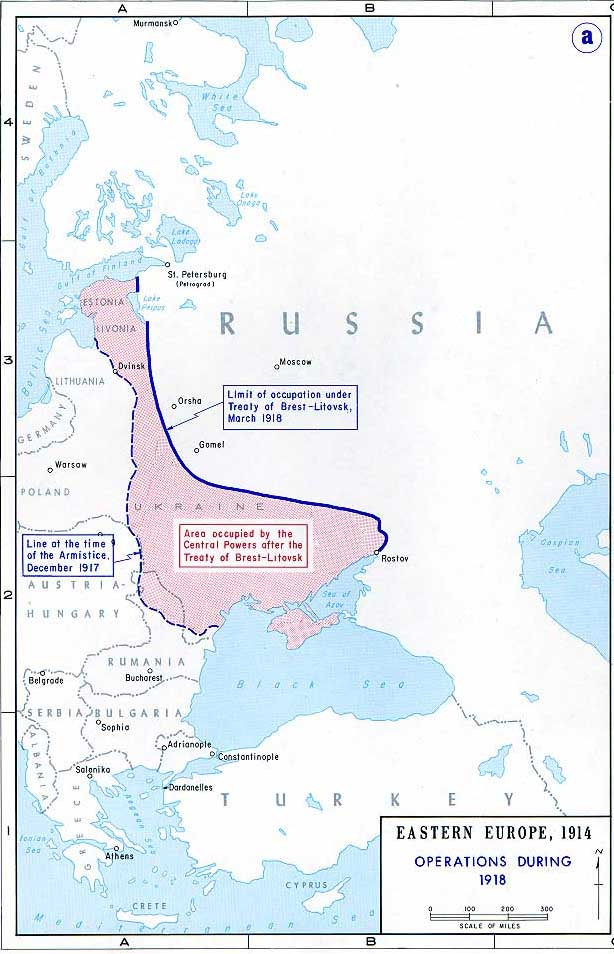
Het roze gebied is het gebied, dat bezet werd door de Centrale Mogendheden als gevolg van de Wapenstilstand van Brest-Litovsk